# Marckolsheim
Marckolsheim település Franciaországban, Bas-Rhin megyében. Lakosainak száma 4384 fő (2022. január 1.). Marckolsheim Mackenheim, Elsenheim, Ohnenheim, Artzenheim, Grussenheim és Jebsheim községekkel határos.

## Népesség
A település népességének változása:
| Lakosok száma | 4177 | 4154 | 4205 | 4151 | 4161 | 4159 | 4234 | 4309 | 4384 |
|               | 2013 | 2015 | 2016 | 2017 | 2018 | 2019 | 2020 | 2021 | 2022 |